# The Superman/Batman Adventures
The Superman/Batman Adventures è una serie televisiva animata statunitense trasmessa su USA Network nel 1995. Successivamente è stata trasmessa su Cartoon Network e Boomerang. Gli episodi sono stati montati a partire da varie stagioni di Super Friends, prodotta da Hanna-Barbera, e dalle serie degli anni '60 di Filmation, come Superman, The Superman/Aquaman Hour of Adventure e The Batman/Superman Hour.
The Superman/Batman Adventures ha incluso per la prima volta sulla televisione americana gli episodi perduti della stagione 1983–1984 di Super Friends.

## Personaggi e doppiatori
- Bruce Wayne / Batman, doppiato da Olan Soule.
- Kal-El / Clark Kent / Superman, doppiato da Bud Collyer e Danny Dark.
- Dick Grayson / Robin, doppiato da Casey Kasem.
- Wonder Woman, doppiata da Shannon Farnon.
- Aquaman, doppiato da Marvin Miller, Norman Alden e William Callaway.
- Lois Lane, doppiata da Joan Alexander e Julie Bennett.
- Jimmy Olsen, doppiato da Jack Grimes.
- Narratore, doppiato da Ted Knight, William Woodson e John Henry Kurtz.
- Lex Luthor, doppiato da Ray Owens.
- The Joker, Penguin, Riddler, Mr. Freeze e Black Manta, doppiati da Ted Knight.
- Catwoman, doppiata da Jane Webb.
- Brainiac, doppiato da Cliff Owens.
- Evil Star, doppiato da Paul Frees.
- Mr. Mxyzptlk, doppiato da Frank Welker.
- Green Lantern, doppiato da Gerald Mohr e Michael Rye.
- Superboy, doppiato da Bob Hastings.
- Hawkman, doppiato da Vic Perrin e Jack Angel.
- The Atom, doppiato da Pat Harrington, Jr. e Wally Burr.
- Kid-Flash, doppiato da Tommy Cook.
- Mera, doppiata da Diana Maddox.
- Lana Lang, doppiata da Janet Waldo.
- Wonder Girl, doppiata da Julie Bennett.
- The Flash, doppiato da Cliff Owens.
- Perry White, doppiato da Jackson Beck.
- Aqualad, doppiato da Jerry Dexter.